# 白雪格粒螺
白雪格粒螺（学名：Mastonia clavata），是左锥螺科的一種。舊屬格粒螺属，今屬雙珠螺屬。與大多數左錐螺科物種一樣，都是左旋的迷你貝。

## 分佈
本物種分佈於從西太平洋到中太平洋地區，自台灣綠島及琉球奄美群島至到夏威夷間的潮間帶。